# Shutdown (lied)
Shutdown is een lied van de Nederlandse rapformatie SFB in samenwerking met de Turks-Nederlandse rapper Murda en Nederlandse producer Spanker. Het werd in 2018 als single uitgebracht en stond in hetzelfde jaar als derde track op het album Reset the levels III van SFB.

## Achtergrond
Shutdown is geschreven door Jackie Nana Osei, Francis Junior Edusei, Alejandro Boberto Hak, Kaene Marica, Önder Dogan en Tevin Plaate en geproduceerd door Spanker. Het is een nummer uit het genre nederhop. In het lied wordt er gerapt over hun levensstijl en hoe ze met hun vrienden zijn. De single heeft in Nederland de platina status.
Het is de eerste keer dat de artiesten met elkaar samenwerken en ook onderling was er nog geen collaboraties. Na Shutdown werd er wel door de artiesten samengewerkt. Zo stonden SFB en Murda op Fuck it up en Baby mama drama en SFB en Spanker op Legendary. Murda en Spanker werkten later nog samen op Eigenaar.

## Hitnoteringen
De artiesten hadden succes met het lied in de hitlijsten van Nederland. Het piekte op de vijfde plaats van de Nederlandse Single Top 100 en stond 22 weken in deze hitlijst. Er was geen notering in de Nederlandse Top 40; het kwam hier tot de tweede positie van de Tipparade.